# NGC 547
NGC 547 је елиптична галаксија у сазвежђу Кит која се налази на NGC листи објеката дубоког неба.
Деклинација објекта је - 1° 20' 42" а ректасцензија 1h 26m 0,7s. Привидна величина (магнитуда) објекта NGC 547 износи 12,3 а фотографска магнитуда 13,3. Налази се на удаљености од 61,773 милиона парсека од Сунца. NGC 547 је још познат и под ознакама UGC 1009, MCG 0-4-143, CGCG 385-133, DRCG 7-42, ARP 308, 3C 40, KCPG 32B, PGC 5324.